# L'Île du désir
Pour plus de détails, voir Fiche technique et Distribution.
L'Île du désir (titre original : Saturday Island ; aux États-Unis : Island of Desire) est un film britannique réalisé par Stuart Heisler, sorti en 1952.
Le film est une adaptation du roman Saturday Island de Hugh Brooke publié en 1935 par Doubleday, Doran and Co., que le New York Times avait qualifié à sa parution de « délicieuse aventure . »

## Synopsis
Durant la Deuxième Guerre mondiale, un navire-hôpital heurte une mine. Les seuls survivants sont le lieutenant Elizabeth Smythe (Linda Darnell), infirmière, et le jeune caporal Michael Dugan (Tab Hunter). Ils s'échouent sur une île  du Pacifique Sud et s'attachent graduellement l'un à l'autre, malgré la réticence d'Elizabeth qui considère inconvenant d'aimer un homme plus jeune qu'elle. Ils finissent par devenir amants. Un an plus tard, un avion de la Royal Air Force s'écrase sur l'île. Ils sauvent le pilote, William Peck (Donald Gray (en)), 38 ans, mais doivent amputer son bras. William tombe amoureux d'Elizabeth, ce qui provoque la jalousie de Michael.

## Fiche technique
- Titre : L'Île du désir
- Titre original : Saturday Island
- Titre anglophone (États-Unis) : Island of Desire
- Réalisation : Stuart Heisler
- Scénario : Stuart Heisler et Stephanie Nordli d'après le roman Saturday Island de Hugh Brooke
- Photographie : Arthur Ibbetson et Oswald Morris
- Montage : Russell Lloyd
- Musique : William Alwyn
- Direction artistique : John Howell]
- Producteur : David E. Rose (en)
- Société de production : Coronado Productions, avec le soutien financier de RKO Pictures
- Société(s) de distribution : RKO Pictures (Royaume-Uni), United Artists (États-Unis)
- Pays d'origine :  Royaume-Uni
- Format : Couleur (Technicolor) — 35 mm — 1,37:1 — Son : Mono (RCA Sound System)
- Genre : Film d'aventure
- Durée : 102 minutes
- Dates de sortie : 
  -  Royaume-Uni : 20 mars 1952 (première à Londres)
  -  États-Unis : 30 juillet 1952 (première à Brooklyn, New York) | 4 août 1952 (sortie nationale)

## Distribution
- Linda Darnell : Lt. Elizabeth Smythe
- Tab Hunter : Michael J. 'Chicken' Dugan
- Donald Gray (en) : William Peck
- John Laurie : Grimshaw
- Russell Waters (en) : Dr. Snyder
- Sheila Chong : Tukua
- Lloyd Lamble (en) : l'officier de quart
- Peter Butterworth : le marin blessé
- Hilda Fenemore (en) : Ollie, une infirmière
- Joan Benham (en) : une infirmière
- Katharine Blake : une infirmière
- Brenda Hogan : Jane
- Diana Decker : Mike
- Peggy Hassard : Maggie

## À noter
- Le tournage en extérieur a commencé en Jamaïque le 1er juillet 1951[2]
- Le rôle principal masculin, qui devait être interprété par Dale Robertson, est finalement revenu à Tab Hunter, qui joue là son tout premier rôle au cinéma. Hunter a été recommandé par Paul Guilfoyle, un acteur qui a entendu dire que Stuart Heisler cherchait un inconnu. Hunter est allé voir Heisler qui a demandé à l'acteur d'enlever sa chemise. Il a passé son test le samedi et, dès le lundi, il recevait son passeport pour voyager en Jamaïque[3].
- Les intérieurs ont été tournés aux Walton Studios situés à Walton-on-Thames, près de Londres, dans le Surrey. Les décors du film ont été conçus par le directeur artistique John Howell.
- Donald Gray (en), qui joue le rôle du pilote à qui on doit amputer le bras, avait réellement perdu son bras durant la guerre, en 1944, blessé par un obus anti-tank allemand à Caen, en France.